# Guatteria megalophylla
Guatteria megalophylla Diels – gatunek rośliny z rodziny flaszowcowatych (Annonaceae Juss.). Występuje endemicznie w Gujanie Francuskiej, Kolumbii, Ekwadorze, Peru, Boliwii oraz Brazylii (w stanach Acre, Amazonas, Pará i Rondônia). 

## Morfologia
PokrójZimozielone drzewo dorastające do 12–15 m wysokości.
LiścieMają kształt od odwrotnie owalnego do podłużnie eliptycznego. Mierzą 35–54 cm długości oraz 9–15 szerokości. Nasada liścia jest ostrokątna lub rozwarta. Wierzchołek jest spiczasty. Ogonek liściowy jest nagi i dorasta do 10–15 mm długości.
KwiatySą pojedyncze. Rozwijają się w kątach pędów. Działki kielicha mają owalny kształt i dorastają do 6–7 mm długości. Płatki mają żółtozielonkawą barwę. Osiągają do 12–20 mm długości. Kwiaty mają 25 słupków.
OwoceZłożone z 20–22 pojedynczych, elipsoidalnych owoców osiągających 14–25 mm.